# Polisportiva Benevento 1973-1974
Questa voce raccoglie le informazioni riguardanti la Polisportiva Benevento nelle competizioni ufficiali della stagione 1973-1974.

## Stagione
Nei due tornei precedenti il Benevento aveva ben figurato piazzandosi al terzo ed al secondo posto. L'intelaiatura era ben solida, un tecnico di livello, mister Lojacono, era stato chiamato a guidare la squadra, e l'arrivo di Leonardi, con la sua classe e la sua esperienza, aveva ancora di più acceso gli entusiasmi di una tifoseria affamata di successi; inoltre, i costi contenuti per gli acquisti novembrini di taddeini e Quaresima avevano rafforzato l'impressione che la società facesse sul serio e puntasse in alto.
Quel campionato vide il Benevento tra le prime posizioni dall'inizio alla fine e fu vinto meritatamente, anche se la vittoria a tavolino con la Palmese fu determinante nel duello finale con il Campobasso. Il gioco espresso, il rendimento costante e l'anno di grazia di alcuni suoi giocatori fecero la differenza. Tra le favorite della vigilia, grazie anche ad un buon pre-campionato (ad agosto, in amichevole, aveva battuto la quotata Salernitana con un secco 2-0), la formazione sannita faceva registrare dovunque dei record di incasso ed era seguita da un nutrito gruppo di tifosi che non faceva mai mancare la propria attestazione di stima e di fiducia nei suoi confronti.
Un solo episodio, forse, nel corso dell'intero torneo, aveva incrinato questo rapporto quando il Benevento era stato costretto al pari interno con la Puteolana, dopo una gara non esaltante, e l'allenatore Lojacono aveva fatto un brutto gesto all'indirizzo degli spettatori che gli avevano palesato la propria delusione a fine gara. Ma la stampa locale, l'indomani, aveva pubblicato le scuse del trainer e tutto si era subito risolto per il meglio. Fu, insomma, un vero e proprio "momento di gloria" per una terra avara di soddisfazioni per la quale il primato su un campo di calcio rappresentò una forma di riscatto sociale da condividere al di là di ogni diversità. 
I protagonisti di quella promozione furono (tra parentesi, le gare disputate): Salvatici (34) Moretto (34), Fracassi (33), Biasini (30), Niccolai (30), Ranzani (34), Leonardi (30), Zica (32), Cianfrone (27), Santosuosso (25), Taddeini (27), Jannucci (27), Fusetti (18), Capossela (13), Quaresima (9), Barberis (5), Izzo (1), Tretola (0).

## Organigramma societario
Area direttiva
- Presidente: geom. Italo Antonio Bocchino
- Vicepresidenti: avv. Ernesto Mazzoni e cav. Antonio Lepore

Area tecnica
- Allenatore: Francisco Lojacono